# もえたび
『もえたび』（MOETABI）とは、BS-i（現BS-TBS）にて2006年12月から2007年3月まで放送されていた紀行番組。
ファッションモデル・タレントの押切もえと、当時TBSアナウンサーだった川田亜子の二人が、毎回気の合う女友達（ゲスト）と1泊2日の旅を展開した。

## 放送時間
- 毎月第2日曜日深夜（月曜未明）0：00～0：30
- 毎月第1日曜日深夜0：00～0：30（再放送）

## 放送リスト
| 話数 | 放送年月日     | 旅先                     | ゲスト   |
| ---- | -------------- | ------------------------ | -------- |
| 1    | 2006年12月10日 | 大分県・別府温泉～由布院 | 砂央里   |
| 2    | 2007年1月14日  | 三重県・伊勢志摩         | 堀内葉子 |
| 3    | 2007年2月11日  | 福島県・会津若松～磐梯   | 西山茉希 |
| 4    | 2007年3月11日  | 韓国・ソウル             | 高垣麗子 |

## スタッフ
- ナレーター：高野直子
- 企画：谷口元一（ケイダッシュ）、加藤和廣（TIX'ﾖ）
- ブレーン：乙部綾子、本間弘亀
- 構成：田口佳宏
- 技術協力：IMAGICA、東通
- VTR編集：川合信吾
- MAミキサー：大木久雄
- 音響効果：譲谷健志
- スタイリスト：亀恭子（全話）、堂鼻英里（全話）、川村桃子（#3のみ）
- ヘアメイク：千葉大輔（全話）、清水やよえ（#1）、山形栄介（#2）、木村直人（#3）、柴田洋一郎（#4）
- AD：和田朋紘
- ディレクター：金子大輔
- 演出：福浜和美（#1，3）、千葉晃嗣（#2，4）
- プロデューサー：笹嶋英之（BS-i）、森山祐治（TIX'ﾖ）
- 制作協力：TIX'ﾖ
- 製作著作：BS-i